# Кроненберг (Рейнланд-Пфальц)
Кроненберг (нім. Cronenberg) — громада в Німеччині, розташована в землі Рейнланд-Пфальц. Входить до складу району Кузель. Складова частина об'єднання громад Лаутереккен-Вольфштайн.
Площа — 2,65 км2. Населення становить 152 ос. (станом на 31 грудня 2020).